# Ophthalmolycus chilensis
Ophthalmolycus chilensis är en fiskart som beskrevs av Anderson 1992. Ophthalmolycus chilensis ingår i släktet Ophthalmolycus och familjen tånglakefiskar. Inga underarter finns listade i Catalogue of Life.